# Cibingbin (Bojong)
Cibingbin is een bestuurslaag in het regentschap Purwakarta van de provincie West-Java, Indonesië. Cibingbin telt 4386 inwoners (volkstelling 2010).